# Одрі Тшемео
Одрі Тшемео  (фр. Audrey Tcheumeo, 20 квітня 1990) — французька дзюдоїстка, олімпійська медалістка.

## Виступи на Олімпіадах
| Олімпіада   | Дисципліна           | Місце |
| ----------- | -------------------- | ----- |
| Лондон 2012 | напівважка категорія | 3     |
| Ріо 2016    | напівважка категорія | 2     |